# 霍布斯冰川 (詹姆斯羅斯島)
霍布斯冰川（瑞典語：Hobbs Glacier），是南極洲的冰川，位於葛拉漢地的詹姆斯羅斯島東岸，處於漢密爾頓角西北面，最終注入馬卡姆灣南部，由瑞典探險隊發現和測量，現時由南極條約體系管理。